# Acosmeryx anceus
Acosmeryx anceus är en fjärilsart som beskrevs av Stoll 1781. Acosmeryx anceus ingår i släktet Acosmeryx och familjen svärmare. Inga underarter finns listade i Catalogue of Life.

## Bildgalleri

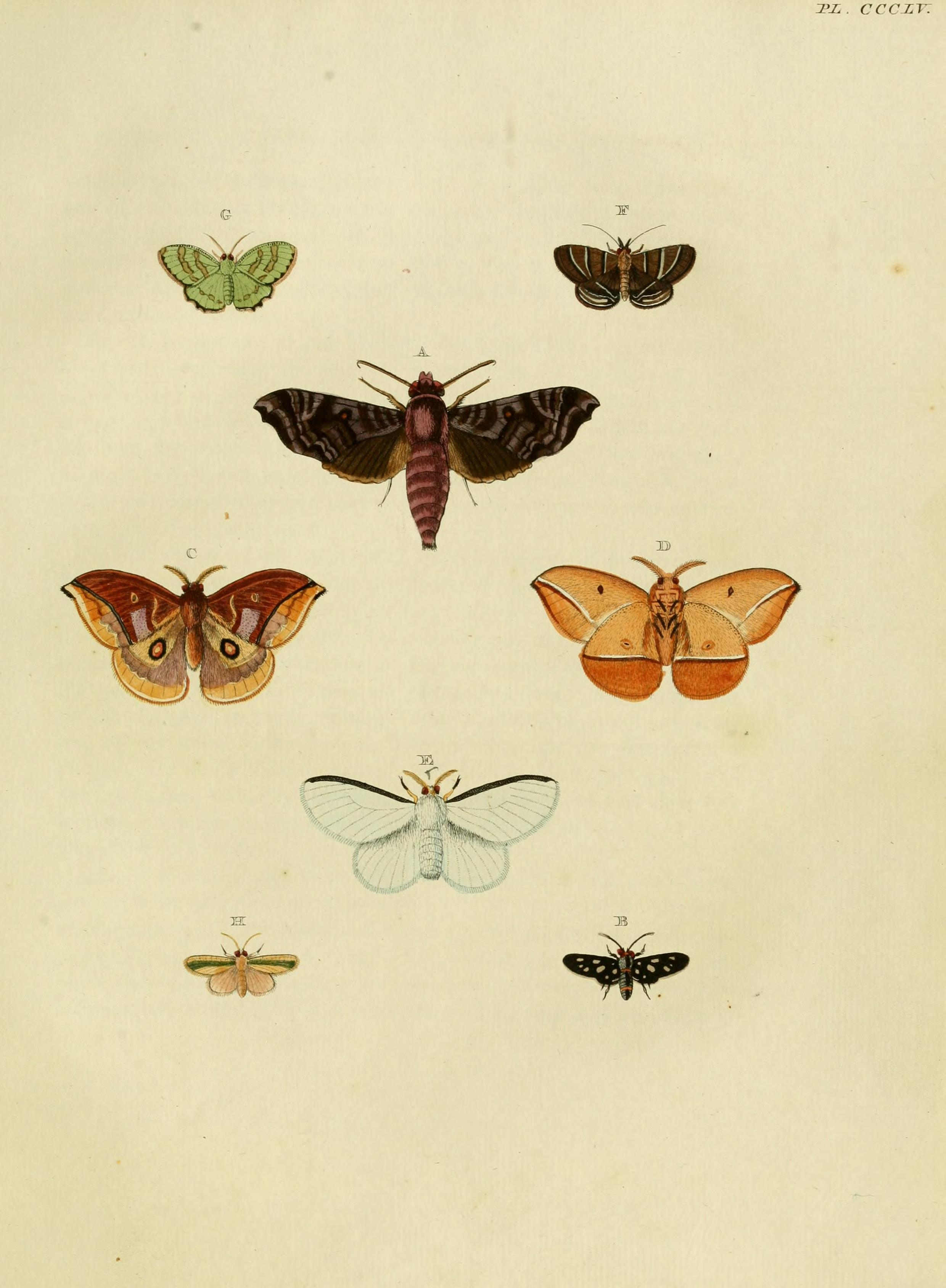